# Brie (Charente)
Brie is een gemeente in het Franse departement Charente (regio Nouvelle-Aquitaine). De plaats maakt deel uit van het arrondissement Angoulême. Brie telde op 1 januari 2022 4.157 inwoners.
De luchthaven van Angoulême ligt deels in Champniers en deels in Brie.

## Geografie
De oppervlakte van Brie bedroeg op 1 januari 2022 34,05 vierkante kilometer; de bevolkingsdichtheid was toen 122,1 inwoners per km².
De onderstaande kaart toont de ligging van Brie met de belangrijkste infrastructuur en aangrenzende gemeenten.

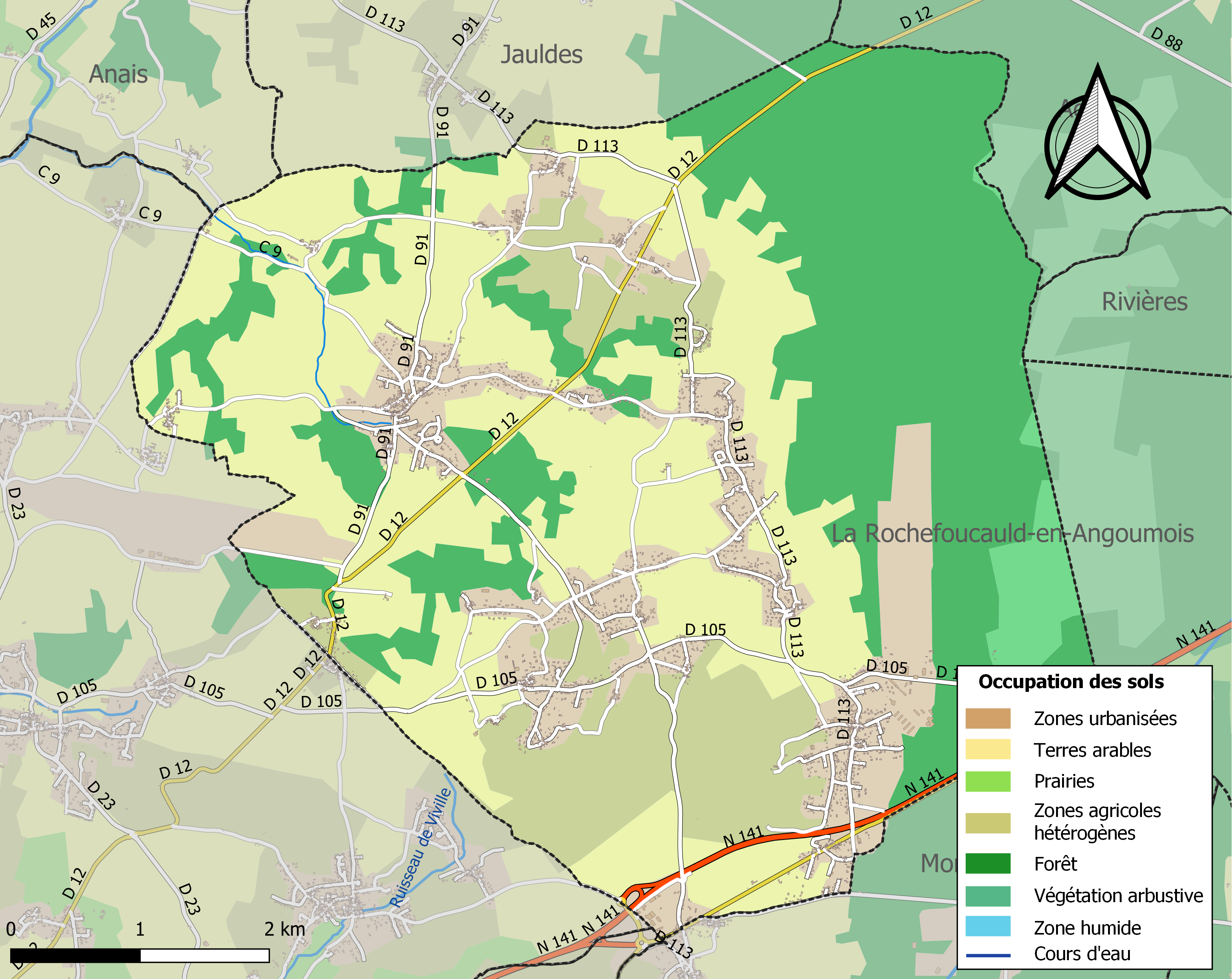

## Demografie
Onderstaande figuur toont het verloop van het inwonertal (bron: INSEE-tellingen).

Vanwege een beveiligingsprobleem met de MediaWiki Graph-software is het momenteel niet mogelijk deze grafiek weer te geven. Zodra de software is bijgewerkt zal de grafiek vanzelf weer zichtbaar worden.